# Gabi Müller
Pour les articles homonymes, voir Müller.
Gabriela Müller dite Gabi Müller, née le 21 novembre 1974, est une kayakiste suisse.

## Carrière
Gabi Müller est médaillée d'argent en kayak à quatre (K4) 500 mètres aux Jeux olympiques d'été de 1996 à Atlanta avec Daniela Baumer, Sabine Eichenberger et Ingrid Haralamow-Raimann.